# Colombia en la Copa Mundial de Fútbol de 1990
La Selección de Colombia fue uno de los 24 equipos participantes de la Copa Mundial de Fútbol de 1990, que se realizó en Italia.
Colombia clasificó al Mundial luego de 28 años de no hacerlo. El equipo colombiano integró el Grupo D compuesto también por Emiratos Árabes Unidos, Alemania Federal y Yugoslavia.
Colombia comenzó bien el mundial al derrotar 2:0 a Emiratos Árabes en Bolonia con goles de Bernardo Redín y Carlos Valderrama. Cinco días después, cayó apretadamente 0:1 contra Yugoslavia en un buen juego y con una buena actuación del arquero René Higuita, quien hizo uso de su apodo de antipenal al atajar el cobro de un gran experto cobrador Faruk Hadzibegic. Al finalizar la primera fase, Colombia empató 1:1 con Alemania Federal, equipo que a la postre se coronó campeón mundial, con un agónico gol del volante Freddy Rincón en tiempo adicional.
En octavos de final, los dirigidos por Francisco Maturana enfrentaron a Camerún. El marcador fue de 2:1 en el tiempo reglamentario, un error de René Higuita permitió a Roger Milla marcar el gol del triunfo para el seleccionado africano y así dejar por fuera a Colombia del Mundial; el gol del descuento lo anotó Bernardo Redín.

## Clasificación

### Grupo 2
| País     | J | G | E | P | GF | GC | GD | Pts |
| -------- | - | - | - | - | -- | -- | -- | --- |
| Colombia | 4 | 2 | 1 | 1 | 5  | 3  | +2 | 5   |
| Paraguay | 4 | 2 | 0 | 2 | 6  | 7  | -1 | 4   |
| Ecuador  | 4 | 1 | 1 | 2 | 4  | 5  | -1 | 3   |

|                     | Bandera de Colombia | Bandera de Ecuador | Bandera de Paraguay |
| ------------------- | ------------------- | ------------------ | ------------------- |
| Bandera de Colombia | –                   | 2–0                | 2–1                 |
| Bandera de Ecuador  | 0–0                 | –                  | 3–1                 |
| Bandera de Paraguay | 2–1                 | 2–1                | –                   |

### Repechaje intercontinental
Al quedar como el peor líder en la eliminatoria sudamericana, Colombia enfrentó a Israel, ganador de la eliminatoria de Oceanía, en lo que se conoce como repechaje o repesca intercontinental, por un cupo al Mundial de 1990, en partidos de ida y vuelta,Colombia logró la victoria con un único gol de Albeiro "El palomo" Usuriaga.
| Equipo 1 | Agr. | Equipo 2 | Ida | Vuelta |
| -------- | ---- | -------- | --- | ------ |
| Colombia | 1–0  | Israel   | 1–0 | 0–0    |

## Jugadores
Datos corresponden a situación previo al inicio del torneo
| #     | Nombre                | Posición           | Edad               | PJ Sel             | Club                   |
| ----- | --------------------- | ------------------ | ------------------ | ------------------ | ---------------------- |
| 1     | René Higuita          | Portero            | 23                 | -                  | Atlético Nacional      |
| 12    | Eduardo Niño          | Portero            | 22                 | -                  | Santa Fe               |
| 2     | Andrés Escobar        | Defensa            | 23                 | -                  | Young Boys             |
| 3     | Gildardo Gómez        | Defensa            | 26                 | -                  | Atlético Nacional      |
| 4     | Luis Fernando Herrera | Defensa            | 27                 | -                  | Atlético Nacional      |
| 5     | León Fernando Villa   | Defensa            | 30                 | -                  | Atlético Nacional      |
| 6     | José Ricardo Pérez    | Defensa            | 26                 | -                  | Atlético Nacional      |
| 13    | Carlos Mario Hoyos    | Defensa            | 28                 | -                  | Junior                 |
| 15    | Luis Carlos Perea     | Defensa            | 27                 | -                  | Atlético Nacional      |
| 17    | Geovanis Cassiani     | Defensa            | 20                 | -                  | Atlético Nacional      |
| 18    | Wilmer Cabrera        | Defensa            | 22                 | -                  | América de Cali        |
| 21    | Alexis Mendoza        | Defensa            | 28                 | -                  | América de Cali        |
| 8     | Gabriel Jaime Gómez   | Mediocampista      | 30                 | -                  | Independiente Medellín |
| 10    | Carlos Valderrama     | Mediocampista      | 28                 | -                  | Montpellier            |
| 11    | Bernardo Redín        | Mediocampista      | 26                 | -                  | Deportivo Cali         |
| 14    | Leonel Álvarez        | Mediocampista      | 24                 | -                  | Atlético Nacional      |
| 19    | Freddy Rincón         | Mediocampista      | 23                 | -                  | América de Cali        |
| 20    | Luis Fajardo          | Mediocampista      | 26                 | -                  | Atlético Nacional      |
| 7     | Carlos Estrada        | Delantero          | 28                 | -                  | Millonarios            |
| 9     | Miguel Guerrero       | Delantero          | 22                 | -                  | América de Cali        |
| 16    | Arnoldo Iguarán       | Delantero          | 33                 | -                  | Millonarios            |
| 22    | Rubén Darío Hernández | Delantero          | 25                 | -                  | Millonarios            |
| D. T. | Francisco Maturana    | Francisco Maturana | Francisco Maturana | Francisco Maturana | Francisco Maturana     |

El jugador Albeiro Usuriaga que jugaba como delantero fue descartado por problemas disciplinarios y el portero Oscar Córdoba Arce quedó marginado del plantel a último momento iba a ser a la postre el tercer arquero con el dorsal número 17. Así mismo, el jugador John Jairo Trellez se lesionó dias antes del torneo, por lo que fue reemplazado por Geovanis Cassiani.

## Participación

### Primera fase
- Grupo D

| Equipo                 | Pts | PJ | PG | PE | PP | GF | GC | Dif |
| ---------------------- | --- | -- | -- | -- | -- | -- | -- | --- |
| Alemania Federal       | 7   | 3  | 2  | 1  | 0  | 10 | 3  | 7   |
| Yugoslavia             | 6   | 3  | 2  | 0  | 1  | 6  | 5  | 1   |
| Colombia               | 4   | 3  | 1  | 1  | 1  | 3  | 2  | 1   |
| Emiratos Árabes Unidos | 0   | 3  | 0  | 0  | 3  | 2  | 11 | -9  |

#### Colombia vs Emiratos Árabes Unidos
| 1          | POR        | Rene Higuita       |     |
| 2          | DEF        | Andres Escobar     |     |
| 4          | DEF        | Gildardo Gomez     |     |
| 4          | DEF        | Luis Herrera       |     |
| 15         | DEF        | Luis Carlos Perea  |     |
| 8          | MED        | Gabriel Gomez      |     |
| 10         | MED        | Carlos Valderrama  |     |
| 11         | MED        | Bernardo Redin     |     |
| 14         | MED        | Leonel Alvarez     |     |
| 16         | DEL        | Arnoldo Iguaran    | 75' |
| 19         | DEL        | Freddy Rincon      |     |
| Entrenador | Entrenador | Francisco Maturana |     |

| 17         | POR        | Muhsin Musabah          |     |
| 2          | DEF        | Khaleel Ghanim          |     |
| 6          | DEF        | Mohamed Abdullah        |     |
| 15         | DEF        | Ibrahim Meer            |     |
| 19         | DEF        | Eissa Meer              | 74' |
| 20         | DEF        | Yousuf Hussain          |     |
| 3          | MED        | Ali Thani Jumaa         |     |
| 14         | MED        | Nasir Khamees           |     |
| 7          | DEF        | Fahad Khamees           | 57' |
| 10         | DEF        | Adnan Al Talyani        |     |
| 12         | DEF        | Hussain Ghuloum         |     |
| Entrenador | Entrenador | Carlos Alberto Parreira |     |

| 7 | DEL | Carlos Estrada | 75' |

| 11 | DEL | Zuhair Bakheet  | 57' |
| 5  | MED | Abdullah Sultan | 74' |

| Anotado | 50' | Bernardo Redin    | 1-0 |
| Anotado | 85' | Carlos Valderrama | 2-0 |

| Amonestado | 5'  | Eissa Meer     |
| Amonestado | 55' | Yousuf Hussain |
| Amonestado | 70' | Ibrahim Meer   |

| Árbitro | George Courtney |

| 1          | POR        | Rene Higuita       |     |
| 2          | DEF        | Andres Escobar     |     |
| 4          | DEF        | Gildardo Gomez     |     |
| 4          | DEF        | Luis Herrera       |     |
| 15         | DEF        | Luis Carlos Perea  |     |
| 8          | MED        | Gabriel Gomez      |     |
| 10         | MED        | Carlos Valderrama  |     |
| 11         | MED        | Bernardo Redin     |     |
| 14         | MED        | Leonel Alvarez     |     |
| 16         | DEL        | Arnoldo Iguaran    | 75' |
| 19         | DEL        | Freddy Rincon      |     |
| Entrenador | Entrenador | Francisco Maturana |     |

| 17         | POR        | Muhsin Musabah          |     |
| 2          | DEF        | Khaleel Ghanim          |     |
| 6          | DEF        | Mohamed Abdullah        |     |
| 15         | DEF        | Ibrahim Meer            |     |
| 19         | DEF        | Eissa Meer              | 74' |
| 20         | DEF        | Yousuf Hussain          |     |
| 3          | MED        | Ali Thani Jumaa         |     |
| 14         | MED        | Nasir Khamees           |     |
| 7          | DEF        | Fahad Khamees           | 57' |
| 10         | DEF        | Adnan Al Talyani        |     |
| 12         | DEF        | Hussain Ghuloum         |     |
| Entrenador | Entrenador | Carlos Alberto Parreira |     |

| 7 | DEL | Carlos Estrada | 75' |

| 11 | DEL | Zuhair Bakheet  | 57' |
| 5  | MED | Abdullah Sultan | 74' |

| Anotado | 50' | Bernardo Redin    | 1-0 |
| Anotado | 85' | Carlos Valderrama | 2-0 |

| Amonestado | 5'  | Eissa Meer     |
| Amonestado | 55' | Yousuf Hussain |
| Amonestado | 70' | Ibrahim Meer   |

| Árbitro | George Courtney |

#### Colombia vs Yugoslavia
| 1          | POR        | Rene Higuita       |     |
| 2          | DEF        | Andres Escobar     |     |
| 4          | DEF        | Gildardo Gomez     |     |
| 4          | DEF        | Luis Herrera       |     |
| 15         | DEF        | Luis Carlos Perea  |     |
| 8          | MED        | Gabriel Gomez      |     |
| 10         | MED        | Carlos Valderrama  |     |
| 11         | MED        | Bernardo Redin     | 78' |
| 14         | MED        | Leonel Álvarez     |     |
| 16         | DEL        | Arnoldo Iguaran    |     |
| 19         | DEL        | Freddy Rincon      | 68' |
| Entrenador | Entrenador | Francisco Maturana |     |

| 1          | POR        | Tomislav Ivkovic    |     |
| 2          | DEF        | Vujadin Stanojkovic |     |
| 3          | DEF        | Predrag Spasic      |     |
| 5          | DEF        | Faruk Hadzibegic    |     |
| 6          | DEF        | Davor Jozic         | 46' |
| 13         | DEF        | Srečko Katanec      |     |
| 7          | MED        | Dragoljub Brnovic   |     |
| 8          | MED        | Safet Sušić         |     |
| 10         | MED        | Dragan Stojković    |     |
| 16         | MED        | Refik Sabanadzovic  |     |
| 11         | DEL        | Zlatko Vujovic      | 53' |
| Entrenador | Entrenador | Ivica Osim          |     |

| 22 | DEL | Ruben Hernandez | 68' |
| 7  | DEL | Carlos Estrada  | 78' |

| 17 | DEL | Robert Jarni | 46' |
| 9  | DEL | Darko Pancev | 53' |

| Anotado | 75' | Davor Jozic | 0-1 |

| Amonestado | 85' | Dragan Stojković |

| Árbitro | Luigi Agnolin |

| 1          | POR        | Rene Higuita       |     |
| 2          | DEF        | Andres Escobar     |     |
| 4          | DEF        | Gildardo Gomez     |     |
| 4          | DEF        | Luis Herrera       |     |
| 15         | DEF        | Luis Carlos Perea  |     |
| 8          | MED        | Gabriel Gomez      |     |
| 10         | MED        | Carlos Valderrama  |     |
| 11         | MED        | Bernardo Redin     | 78' |
| 14         | MED        | Leonel Álvarez     |     |
| 16         | DEL        | Arnoldo Iguaran    |     |
| 19         | DEL        | Freddy Rincon      | 68' |
| Entrenador | Entrenador | Francisco Maturana |     |

| 1          | POR        | Tomislav Ivkovic    |     |
| 2          | DEF        | Vujadin Stanojkovic |     |
| 3          | DEF        | Predrag Spasic      |     |
| 5          | DEF        | Faruk Hadzibegic    |     |
| 6          | DEF        | Davor Jozic         | 46' |
| 13         | DEF        | Srečko Katanec      |     |
| 7          | MED        | Dragoljub Brnovic   |     |
| 8          | MED        | Safet Sušić         |     |
| 10         | MED        | Dragan Stojković    |     |
| 16         | MED        | Refik Sabanadzovic  |     |
| 11         | DEL        | Zlatko Vujovic      | 53' |
| Entrenador | Entrenador | Ivica Osim          |     |

| 22 | DEL | Ruben Hernandez | 68' |
| 7  | DEL | Carlos Estrada  | 78' |

| 17 | DEL | Robert Jarni | 46' |
| 9  | DEL | Darko Pancev | 53' |

| Anotado | 75' | Davor Jozic | 0-1 |

| Amonestado | 85' | Dragan Stojković |

| Árbitro | Luigi Agnolin |

#### Colombia vs Alemania
| 1          | POR        | Rene Higuita       |  |
| 2          | DEF        | Andrés Escobar     |  |
| 3          | DEF        | Gildardo Gomez     |  |
| 4          | DEF        | Luis Herrera       |  |
| 15         | DEF        | Luis Carlos Perea  |  |
| 8          | MED        | Gabriel Gomez      |  |
| 10         | MED        | Carlos Valderrama  |  |
| 14         | MED        | Leonel Alvarez     |  |
| 20         | MED        | Luis Fajardo       |  |
| 7          | DEL        | Carlos Estrada     |  |
| 19         | DEL        | Freddy Rincon      |  |
| Entrenador | Entrenador | Francisco Maturana |  |

| 1          | POR        | Bodo Illgner      |     |
| 2          | DEF        | Stefan Reuter     |     |
| 5          | DEF        | Klaus Augenthaler |     |
| 6          | DEF        | Guido Buchwald    |     |
| 14         | DEF        | Thomas Berthold   |     |
| 19         | DEF        | Hans Pfluegler    |     |
| 8          | MED        | Thomas Haessler   | 87' |
| 10         | MED        | Lothar Matthaeus  |     |
| 15         | MED        | Uwe Bein          | 46' |
| 9          | DEL        | Rudi Völler       |     |
| 18         | DEL        | Juergen Klinsmann |     |
| Entrenador | Entrenador | Franz Beckenbauer |     |

| 7  | MED | Pierre Littbarski | 46' |
| 20 | MED | Olaf Thon         | 87' |

| Anotado | 92' | Freddy Rincon | 1-1 |

| Anotado | 88' | Pierre Littbarski | 0-1 |

| Amonestado | 15' | Luis Herrera   |
| Amonestado | 30' | Gabriel Gomez  |
| Amonestado | 38' | Leonel Álvarez |

| Amonestado | 63' | Thomas Berthold |

| Árbitro | Alan Snoddy |

| 1          | POR        | Rene Higuita       |  |
| 2          | DEF        | Andrés Escobar     |  |
| 3          | DEF        | Gildardo Gomez     |  |
| 4          | DEF        | Luis Herrera       |  |
| 15         | DEF        | Luis Carlos Perea  |  |
| 8          | MED        | Gabriel Gomez      |  |
| 10         | MED        | Carlos Valderrama  |  |
| 14         | MED        | Leonel Alvarez     |  |
| 20         | MED        | Luis Fajardo       |  |
| 7          | DEL        | Carlos Estrada     |  |
| 19         | DEL        | Freddy Rincon      |  |
| Entrenador | Entrenador | Francisco Maturana |  |

| 1          | POR        | Bodo Illgner      |     |
| 2          | DEF        | Stefan Reuter     |     |
| 5          | DEF        | Klaus Augenthaler |     |
| 6          | DEF        | Guido Buchwald    |     |
| 14         | DEF        | Thomas Berthold   |     |
| 19         | DEF        | Hans Pfluegler    |     |
| 8          | MED        | Thomas Haessler   | 87' |
| 10         | MED        | Lothar Matthaeus  |     |
| 15         | MED        | Uwe Bein          | 46' |
| 9          | DEL        | Rudi Völler       |     |
| 18         | DEL        | Juergen Klinsmann |     |
| Entrenador | Entrenador | Franz Beckenbauer |     |

| 7  | MED | Pierre Littbarski | 46' |
| 20 | MED | Olaf Thon         | 87' |

| Anotado | 92' | Freddy Rincon | 1-1 |

| Anotado | 88' | Pierre Littbarski | 0-1 |

| Amonestado | 15' | Luis Herrera   |
| Amonestado | 30' | Gabriel Gomez  |
| Amonestado | 38' | Leonel Álvarez |

| Amonestado | 63' | Thomas Berthold |

| Árbitro | Alan Snoddy |

### Octavos de final

#### Colombia vs Camerún
| 1          | POR        | Rene Higuita       |     |
| 2          | DEF        | Andres Escobar     |     |
| 4          | DEF        | Gildardo Gomez     |     |
| 4          | DEF        | Luis Herrera       |     |
| 15         | DEF        | Luis Carlos Perea  |     |
| 8          | MED        | Gabriel Gomez      | 79' |
| 10         | MED        | Carlos Valderrama  |     |
| 14         | MED        | Leonel Álvarez     |     |
| 20         | MED        | Luis Fajardo       | 63' |
| 7          | DEL        | Carlos Estrada     |     |
| 19         | DEL        | Freddy Rincon      |     |
| Entrenador | Entrenador | Francisco Maturana |     |

| 16         | POR        | Thomas Nkono         |     |
| 3          | DEF        | Jules Denis Onana    |     |
| 5          | DEF        | Bertin Ebwelle       |     |
| 14         | DEF        | Stephen Tataw        |     |
| 17         | DEF        | Victor Ndip          |     |
| 2          | MED        | Andre Kana-Biyik     |     |
| 8          | MED        | Emile Mbouh          |     |
| 10         | MED        | Louis Mfede          | 54' |
| 21         | MED        | Emmanuel Maboang     |     |
| 7          | DEL        | Francois Omam-Biyik  |     |
| 20         | DEL        | Cyrille Makanaky     | 74' |
| Entrenador | Entrenador | Valeri Nepomnyashchi |     |

| 16 | DEL | Arnoldo Iguaran | 63' |
| 11 | MED | Bernardo Redin  | 79' |

| 9  | DEL | Roger Milla         | 54' |
| 18 | DEL | Boneventure Djonkep | 74' |

| Anotado | 116' | Bernardo Redin | 1-2 |

| Anotado | 105' | Roger Milla | 1-0 |
| Anotado | 109' | Roger Milla | 2-0 |

| Amonestado | 72' | Luis Carlos Perea |
| Amonestado | 73' | Gabriel Gomez     |

| Amonestado | 44'  | Andre Kana-Biyik  |
| Amonestado | 55'  | Victor Ndip       |
| Amonestado | 68'  | Emile Mbouh       |
| Amonestado | 117' | Jules Denis Onana |

| Árbitro | Tullio Lanese |

| 1          | POR        | Rene Higuita       |     |
| 2          | DEF        | Andres Escobar     |     |
| 4          | DEF        | Gildardo Gomez     |     |
| 4          | DEF        | Luis Herrera       |     |
| 15         | DEF        | Luis Carlos Perea  |     |
| 8          | MED        | Gabriel Gomez      | 79' |
| 10         | MED        | Carlos Valderrama  |     |
| 14         | MED        | Leonel Álvarez     |     |
| 20         | MED        | Luis Fajardo       | 63' |
| 7          | DEL        | Carlos Estrada     |     |
| 19         | DEL        | Freddy Rincon      |     |
| Entrenador | Entrenador | Francisco Maturana |     |

| 16         | POR        | Thomas Nkono         |     |
| 3          | DEF        | Jules Denis Onana    |     |
| 5          | DEF        | Bertin Ebwelle       |     |
| 14         | DEF        | Stephen Tataw        |     |
| 17         | DEF        | Victor Ndip          |     |
| 2          | MED        | Andre Kana-Biyik     |     |
| 8          | MED        | Emile Mbouh          |     |
| 10         | MED        | Louis Mfede          | 54' |
| 21         | MED        | Emmanuel Maboang     |     |
| 7          | DEL        | Francois Omam-Biyik  |     |
| 20         | DEL        | Cyrille Makanaky     | 74' |
| Entrenador | Entrenador | Valeri Nepomnyashchi |     |

| 16 | DEL | Arnoldo Iguaran | 63' |
| 11 | MED | Bernardo Redin  | 79' |

| 9  | DEL | Roger Milla         | 54' |
| 18 | DEL | Boneventure Djonkep | 74' |

| Anotado | 116' | Bernardo Redin | 1-2 |

| Anotado | 105' | Roger Milla | 1-0 |
| Anotado | 109' | Roger Milla | 2-0 |

| Amonestado | 72' | Luis Carlos Perea |
| Amonestado | 73' | Gabriel Gomez     |

| Amonestado | 44'  | Andre Kana-Biyik  |
| Amonestado | 55'  | Victor Ndip       |
| Amonestado | 68'  | Emile Mbouh       |
| Amonestado | 117' | Jules Denis Onana |

| Árbitro | Tullio Lanese |

## Goleadores
| Jugador           | Goles anotados | Asis. | PJ |      |
| Bernardo Redín    | 2              | 0     | 3  | 203' |
| ----------------- | -------------- | ----- | -- | ---- |
| Carlos Valderrama | 1              | 2     | 4  | 360' |
| Freddy Rincón     | 1              | 0     | 4  | 339' |
| Carlos Estrada    | 0              | 1     | 4  | 237' |
| Leonel Álvarez    | 0              | 1     | 4  | 360' |